# Дом с грифонами
Дом с грифонами (азерб. Qrifonlu ev) — двухэтажное здание, расположенное в столице Азербайджана, городе Баку, по улице Юсифа Мамедалиева, 20. Согласно распоряжению Кабинета министров Азербайджанской Республики, является архитектурным памятником истории и культуры местного значения Азербайджана.

## История
Проект дома на улице Полицейской (бывшее название улицы Юсифа Мамедалиева) был составлен в 1894 году архитектором Иваном Васильевичем Эделем. В 1896 году дом был построен. Первым владельцем особняка, предположительно, был Лазарев, вензель с чьими инициалами «ЛБ» украшает фронтон здания. Затем дом перешёл к Акопову (над входом имеется вензель с буквой «А»). В дальнейшем в здании размещалось торговое товарищество «Münch und Weiss».
В годы Азербайджанской Демократической Республики, в доме с грифонами проживал дипломатический представитель Грузии Н. С. Алшибай, а впоследствии и многие известные бакинцы. Дом с грифонами был некогда расположен по соседству с корпусом Театрального института, которое было снесено. В 2010 году был демонтирован и расположенный рядом «Дом с атлантами». В результате у дома с грифонами образовалось обнесённое забором болото.